# Gobbinsita
La gobbinsita és un mineral de la classe dels silicats, que pertany al grup de les zeolites. Rep el nom per The Gobbins (Irlanda del Nord), la seva localitat tipus.

## Característiques
La gobbinsita és un silicat de fórmula química Na₅(Si11Al₅)O32·11H₂O. Cristal·litza en el sistema ortoròmbic. La seva duresa a l'escala de Mohs és 4.
Segons la classificació de Nickel-Strunz, la gobbinsita pertany a «09.GC: Tectosilicats amb H₂O zeolítica, cadenes de connexions dobles de 4-enllaços» juntament amb els següents minerals: amicita, garronita-Ca, gismondina-Ca, harmotoma, phil·lipsita-Ca, phil·lipsita-K, phil·lipsita-Na, flörkeïta, merlinoïta, mazzita-Mg, mazzita-Na, perlialita, boggsita, paulingita-Ca i paulingita-K.

## Formació i jaciments
Va ser descoberta a Hills Port, a The Gobbins, dins el comtat d'Antrim (Irlanda del Nord, Regne Unit). També ha estat descrita en altres indrets propers dins el mateix comtat, així com a Espanya, Polònia, Hongria, Rússia, el Japó, Austràlia, Nova Zelanda, Nicaragua, el Canadà i els Estats Units.